# Občina Braslovče
Občina Braslovče je jednou z 212 občin ve Slovinsku. Nachází se v Savinjském regionu na území historického Dolního Štýrska. Občinu tvoří 22 sídel, její rozloha je 55,0 km² a k 1. lednu 2017 zde žilo 5 556 obyvatel. Správním střediskem občiny je vesnice Braslovče.

## Geografie
Východní okraj občiny je nížinou, kterou protéká řeka Savinja. Nadmořská výška je zde zhruba 280–300 m. Západní část občiny je zalesněná, hornatá a dosahuje nadmořské výšky až 917 m. Jižní částí občiny prochází slovinská dálnice A1. Na západ směřuje do Lublaně, na východ pak přes Celje k Mariboru.

## Členění občiny
Občina se dělí na sídla: Braslovče, Dobrovlje, Glinje, Gomilsko, Grajska vas, Kamenče, Letuš, Male Braslovče, Orla vas, Parižlje, Podgorje pri Letušu, Podvrh, Poljče, Preserje, Rakovlje, Spodnje Gorče, Šentrupert, Šmatevž, Topovlje, Trnava, Zakl, Zgornje Gorče.